# Dolenja vas, Ribnica
Dolenja vas este o localitate din comuna Ribnica, Slovenia, cu o populație de 794 de locuitori.